# فدراسیون فوتبال مقدونیه شمالی
فدراسیون فوتبال مقدونیه شمالی (مقدونی: Фудбалска Федерација на Македонија / Fudbalska Federacija na Makedonija) نهاد اداره‌کننده مسابقات فوتبال و فوتسال در کشور مقدونیه شمالی است.
این فدراسیون که در ۱۹۰۸ تأسیس شده عضو یوفا و فیفا نیز می‌باشد و مقر آن در شهر موندرکانژ است.
مسابقات لیگ دسته اول فوتبال مقدونیه و جام حذفی فوتبال مقدونیه زیر نظر این فدراسیون برگزار می‌شود.